# Gong (formație)
Gong este o trupă franco-britanică de rock progresiv/psihedelic formată de muzicianul Australian, Daevid Allen. Muzica lor a mai fost caracterizată și ca rock spațial. Alți membrii importanți ai formației erau Allan Holdsworth, Tim Blake, Didier Malherbe, Pip Pyle, Gilli Smyth, Steve Hillage, Mike Howlett și Pierre Moerlen. Printre alții care au cântat în Gong pentru o perioadă scurtă amintim de Bill Bruford, Brian Davison și Chris Cutler.
1. ↑  BnF catalogue général